# Clive Standen
Clive James Standen (Holywood, 22 luglio 1981) è un attore britannico. È noto soprattutto per le sue interpretazioni nella serie televisive Robin Hood, Camelot, Vikings e Taken.

## Biografia
Standen è nato presso una base dell'esercito britannico a Holywood, nella Contea di Down nell'Irlanda del Nord, ed è cresciuto nel Leicestershire, in Inghilterra. Ha studiato alla King Edward VII School a Melton Mowbray, e successivamente ha frequentato un corso di arti dello spettacolo al Melton Mowbray College. 
All'età di dodici anni ha lavorato con un team di stunt professionisti di Nottingham, imparando a calvacare e a combattere con la spada. Da ragazzo ha praticato equitazione, scherma ed è stato un campione a livello nazionale di Muay thai.
Ha sposato la moglie Francesca nel 2007 a Babington House. Vivono a Londra con i loro tre figli; Hayden, Edi e Rafferty.

### Carriera
All'età di quindici anni è stato membro della National Youth Theatre e del National Youth Music Theatre, ottenendo ruoli in produzioni e musical teatrali a West End al Royal Albert Hall. Ha poi frequentato un corso triennale di recitazione presso la London Academy of Music and Dramatic Art (LAMDA).
Nel 2004 appare in due episodi della serie televisiva Waking the Dead e ottiene un ruolo nel film TV Tom Brown's Schooldays, adattamento del romanzo Gli anni di scuola di Tom Brown di Thomas Hughes. Il suo esordio cinematografico avviene nel 2006 nella commedia romantica Heroes and Villains, l'anno seguente partecipa al film di Bollywood Sposerò mia moglie. È apparso in alcuni episodi della soap opera britannica Doctors, ha poi interpretato il ruolo del soldato Carl Harris in tre episodi della quarta stagione della nuova serie di Doctor Who. Nel 2009 interpreta il ruolo di Archer nella serie televisiva Robin Hood.
Nel 2011 incrementa la sua popolarità grazie al ruolo del cavaliere della Tavola Rotonda Gawain nella serie televisiva di Starz Camelot. Nel 2013 è tra i protagonisti, al fianco di Charlie Bewley e James Cosmo, del film Hammer of the Gods . Dal 2013 interpreta il ruolo di Rollo nella serie televisiva Vikings. Nel 2015 ottiene una parte nel film Everest di Baltasar Kormákur.

### Ambientalismo
Clive Standen dichiara di avere una passione per l'ambientalismo. È un ambasciatore ufficiale di Sea Shepherd UK. In collaborazione con questa organizzazione per la protezione della vita marina, ha realizzato un video in cui si è pronunciato contro la "barbara" caccia alle balene al largo delle Isole Faroe.

## Filmografia

### Cinema

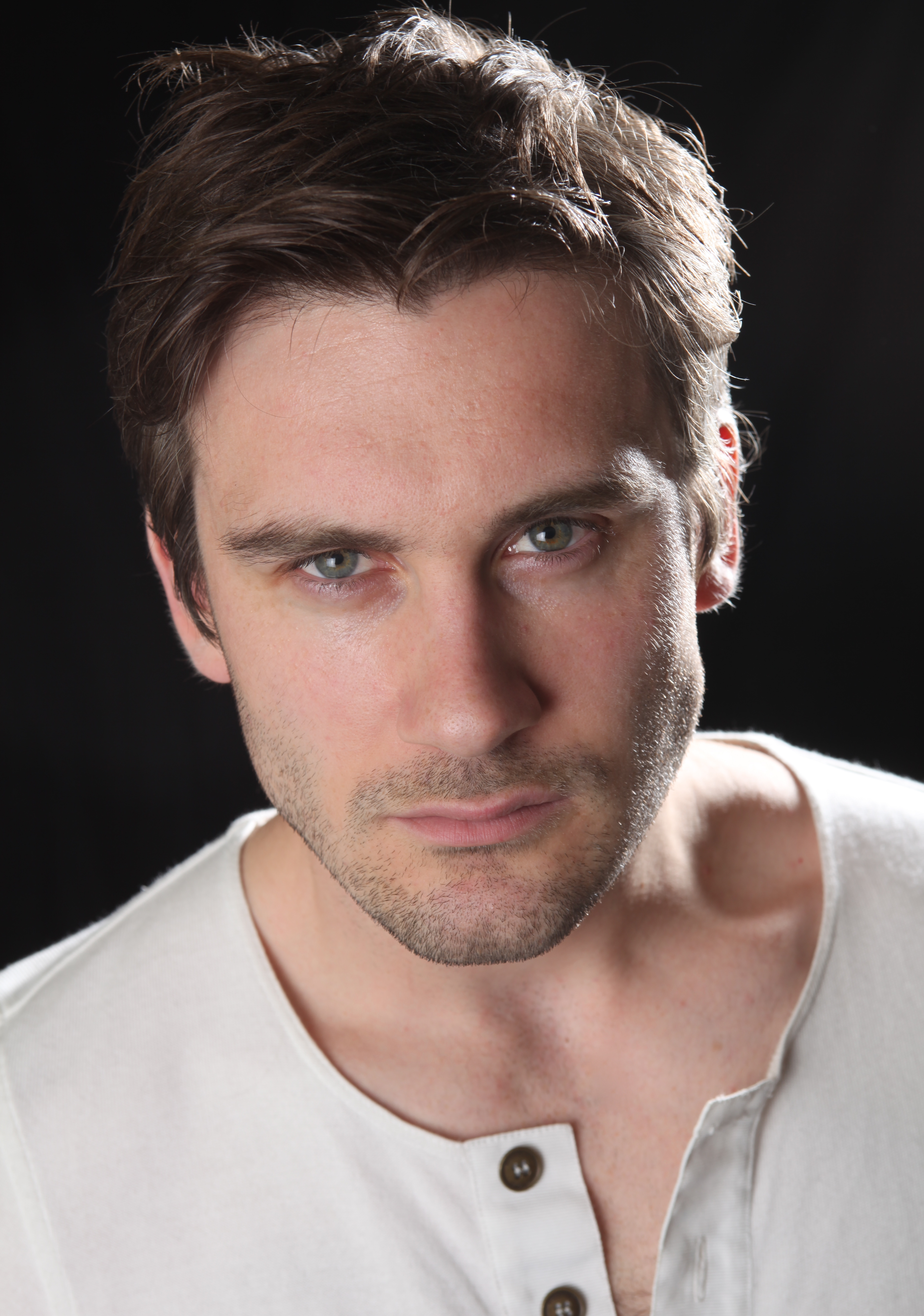
Standen nel 2007

- Heroes and Villains, regia di Selwyn Roberts (2006)
- Sposerò mia moglie (Namastey London), regia di Vipul Amrutlal Shah (2007)
- Hammer of the Gods , regia di Farren Blackburn (2013)
- Everest, regia di Baltasar Kormákur (2015)
- Paziente zero (Patient Zero), regia di Stefan Ruzowitzky (2018)
- Vendetta (Revenge), regia di Jared Cohn (2022)
- Boudica - La regina guerriera (Boudica), regia di  Jesse V. Johnson (2023)

### Televisione
- Ten Days to D-Day – film TV, regia di Marion Milne (2004)
- Waking the Dead – serie TV, 2 episodi (2004)
- Tom Brown's Schooldays – film TV, regia di Dave Moore (2005)
- Doctors – serie TV, 3 episodi (2005)
- Doctor Who – serie TV, 3 episodi (2008)
- Robin Hood – serie TV, 3 episodi (2009)
- Camelot – serie TV, 10 episodi (2011)
- Atlantis – serie TV, 2 episodi (2014)
- Vikings – serie TV, 45 episodi (2013-2018)
- Taken – serie TV, 26 episodi (2017-2018)
- Mirage – serie TV, 6 episodi (2020)
- Council of Dads – serie TV, 10 episodi (2020)
- Secret Level – serie animata, episodio 1x05 (2024) – voce

## Doppiatori italiani
Nelle versioni in italiano delle opere in cui ha recitato, Clive Standen è stato doppiato da:
- Gianfranco Miranda in Camelot, Taken, Paziente zero
- Stefano Crescentini in Robin Hood
- Riccardo Lombardo in Vikings
- Francesco Bulckaen in Atlantis
- Francesco Venditti in Council of Dads
- Massimo De Ambrosis in Mirage
- Andrea Lavagnino in Vendetta
- Raffaele Carpentieri in Boudica - La regina guerriera

Da doppiatore è sostituito da
- Marco Vivio in Secret Level